# Vojislav Gvero
Vojislav Gvero (serbisch-kyrillisch Војислав Гверо, * 19. April 1998 in Belgrad, Jugoslawien) ist ein serbischer Leichtathlet, der sich auf den Hammerwurf spezialisiert hat.

## Sportliche Laufbahn
Erste internationale Erfahrungen sammelte Vojislav Gvero im Jahr 2017, als er bei den Balkan-Meisterschaften im heimischen Novi Pazar mit einer Weite von 56,96 m den fünften Platz belegte. 2021 gelangte er dann bei den Balkan-Meisterschaften in Smederevo mit 62,82 m auf Rang acht.
2017 wurde Gvero serbischer Meister im Hammerwurf. Er absolviert ein Studium an der University of New Orleans.

## Persönliche Bestleistungen
- Kugelstoßen: 21,88 mm, 1. Mai 2021 in Bar (serbischer Rekord)
  - Kugelstoßen (Halle): 21,25 m, 24. Februar 2021 in Belgrad (serbischer Rekord)